# Great Glacier Park
Great Glacier Park är en park i Kanada.   Den ligger i provinsen British Columbia, i den västra delen av landet, 4 000 km väster om huvudstaden Ottawa. Great Glacier Park ligger 22 meter över havet.
Terrängen runt Great Glacier Park är bergig österut, men västerut är den kuperad. Great Glacier Park ligger nere i en dal. Trakten runt Great Glacier Park är nära nog obefolkad, med mindre än två invånare per kvadratkilometer.. 